# آکیوکی یوکویاما
آکیوکی یوکویاما (ژاپنی: 横山 暁之؛ زادهٔ ۲۶ مارس ۱۹۹۷) یک بازیکن فوتبال اهل ژاپن است.
از باشگاه‌هایی که در آن بازی کرده‌است می‌توان به باشگاه فوتبال فوجی‌ئدا اشاره کرد.